# Cedro (Cayey)
Cedro es un barrio ubicado en el municipio de Cayey en el estado libre asociado de Puerto Rico. En el Censo de 2010 tenía una población de 372 habitantes y una densidad poblacional de 73,47 personas por km².

## Geografía
Cedro se encuentra ubicado en las coordenadas 18°6′6″N 66°7′30″O / 18.10167, -66.12500. Según la Oficina del Censo de los Estados Unidos, Cedro tiene una superficie total de 5.06 km², de la cual 5.06 km² corresponden a tierra firme y (0.15%) 0.01 km² es agua.

## Demografía
Según el censo de 2010, había 372 personas residiendo en Cedro. La densidad de población era de 73,47 hab./km². De los 372 habitantes, Cedro estaba compuesto por el 82.53% blancos, el 11.56% eran afroamericanos, el 0.27% eran asiáticos, el 0.81% eran isleños del Pacífico, el 4.3% eran de otras razas y el 0.54% pertenecían a dos o más razas. Del total de la población el 98.66% eran hispanos o latinos de cualquier raza.